# Conobregma masneri
Conobregma masneri är en stekelart som beskrevs av Van Achterberg 1995. Conobregma masneri ingår i släktet Conobregma och familjen bracksteklar. Inga underarter finns listade i Catalogue of Life.